# Fase de grupos da Copa Libertadores da América de 2021
A fase de grupos da Copa Libertadores da América de 2021 foi disputada entre 20 de abril e 27 de maio. O sorteio dos grupos ocorreu no Centro de Convenções da CONMEBOL em Luque, no Paraguai, em 9 de abril de 2021.
O líder e o vice-líder de cada grupo ao final de seis jogos disputados dentro dos grupos avançam à fase final, iniciando a partir das oitavas. Os terceiros colocados de cada grupo foram transferidos para a segunda fase da Copa Sul-Americana de 2021.

## Critérios de desempate
De acordo com o regulamento estabelecido para as últimas edições, caso duas ou mais equipes empatem em números de pontos ao final da fase de grupos, os seguintes critérios seriam aplicados:
1. melhor saldo de gols entre as equipes em questão;
2. maior número de gols marcados entre as equipes em questão;
3. maior número de gols marcados como visitante entre as equipes em questão;
4. ranking da CONMEBOL.

## Grupos
|  | Equipes classificadas para a fase final                                |
|  | Equipes transferidas para a segunda fase da Copa Sul-Americana de 2021 |
|  | Equipes eliminadas                                                     |

Todas as partidas estão no horário local.

### Grupo A
| Pos | Equipe                  | Pts | J | V | E | D | GP | GC | SG  | Classificado                |  | PAL | DYJ | IDV | UNI |
| --- | ----------------------- | --- | - | - | - | - | -- | -- | --- | --------------------------- |  | --- | --- | --- | --- |
| 1   | Palmeiras               | 15  | 6 | 5 | 0 | 1 | 20 | 7  | +13 | Fase final                  |  | —   | 3–4 | 5–0 | 6–0 |
| 2   | Defensa y Justicia      | 9   | 6 | 2 | 3 | 1 | 11 | 8  | +3  | Fase final                  |  | 1–2 | —   | 1–1 | 3–0 |
| 3   | Independiente del Valle | 5   | 6 | 1 | 2 | 3 | 8  | 11 | −3  | Fase final da Sul-Americana |  | 0–1 | 1–1 | —   | 4–0 |
| 4   | Universitario           | 4   | 6 | 1 | 1 | 4 | 6  | 19 | −13 |                             |  | 2–3 | 1–1 | 3–2 | —   |

| 21 de abril   | Independiente del Valle | 1 – 1     | Defensa y Justicia | Estádio Casa Blanca, Quito       |
| 19:00 (UTC–5) | Ortiz 28'               | Relatório | Rotondi 7'         | Árbitro: PAR Mario Díaz de Vivar |

| 21 de abril   | Universitario            | 2 – 3     | Palmeiras                                    | Estádio Monumental, Lima        |
| 19:00 (UTC–5) | Gutiérrez 65', 68' (pen) | Relatório | Danilo 20' · Raphael Veiga 52' · Renan 90+5' | Árbitro: URU Christian Ferreyra |

| 27 de abril   | Palmeiras                                                                    | 5 – 0     | Independiente del Valle | Allianz Parque, São Paulo  |
| 21:30 (UTC−3) | Rony 11', 74' · Luiz Adriano 20' · Patrick de Paula 65' · Danilo Barbosa 81' | Relatório |                         | Árbitro: CHI Roberto Tobar |

| 28 de abril   | Defensa y Justicia               | 3 – 0     | Universitario | Estádio Norberto Tomaghello, Florencio Varela |
| 19:00 (UTC−3) | Pizzini 33' · Bou 71', 80' (pen) | Relatório |               | Árbitro: CHI Ángelo Hermosilla                |

| 4 de maio     | Defensa y Justicia | 1 – 2     | Palmeiras     | Estádio Norberto Tomaghello, Florencio Varela |
| 21:30 (UTC−3) | Tripichio 68'      | Relatório | Rony 47', 56' | Árbitro: COL Wilmar Roldán                    |

| 5 de maio     | Independiente del Valle                      | 4 – 0     | Universitario | Estádio Casa Blanca, Quito |
| 17:00 (UTC–5) | Sánchez 45+3', 73' · Murillo 61' · Ortiz 85' | Relatório |               | Árbitro: URU Andrés Cunha  |

| 11 de maio    | Independiente del Valle | 0 – 1     | Palmeiras               | Estádio Casa Blanca, Quito    |
| 19:30 (UTC–5) |                         | Relatório | Raphael Veiga 43' (pen) | Árbitro: VEN Jesús Valenzuela |

| 12 de maio    | Universitario  | 1 – 1     | Defensa y Justicia | Estádio Monumental, Lima   |
| 21:00 (UTC−5) | Quintero 45+5' | Relatório | Romero 53'         | Árbitro: COL Nicolás Gallo |

| 18 de maio    | Palmeiras                                        | 3 – 4     | Defensa y Justicia                            | Allianz Parque, São Paulo |
| 19:15 (UTC−3) | Zé Rafael 11' · Willian 35' · Gustavo Scarpa 75' | Relatório | Bou 9', 27' · M. Rodríguez 52' · Romero 90+4' | Árbitro: URU Andrés Cunha |

| 18 de maio    | Universitario               | 3 – 2     | Independiente del Valle | Estádio Monumental, Lima |
| 19:30 (UTC−5) | Valera 20', 48' · Quina 72' | Relatório | Sánchez 8' · Ortiz 59'  | Árbitro: CHI Piero Maza  |

| 27 de maio    | Palmeiras                                                            | 6 – 0     | Universitario | Allianz Parque, São Paulo   |
| 19:00 (UTC−3) | Viña 42' · Zé Rafael 45+2' · Gómez 55' · Willian 60' · Rony 77', 90' | Relatório |               | Árbitro: CHI Cristian Garay |

| 27 de maio    | Defensa y Justicia | 1 – 1     | Independiente del Valle | Estádio Norberto Tomaghello, Florencio Varela |
| 19:00 (UTC−3) | Romero 36'         | Relatório | Escobar 11'             | Árbitro: BRA Edina Alves                      |

### Grupo B
| Pos | Equipe            | Pts | J | V | E | D | GP | GC | SG | Classificado                |  | INT | OLI | TAC | ALW |
| --- | ----------------- | --- | - | - | - | - | -- | -- | -- | --------------------------- |  | --- | --- | --- | --- |
| 1   | Internacional     | 10  | 6 | 3 | 1 | 2 | 12 | 5  | +7 | Fase final                  |  | —   | 6–1 | 4–0 | 0–0 |
| 2   | Olimpia           | 9   | 6 | 3 | 0 | 3 | 13 | 14 | −1 | Fase final                  |  | 0–1 | —   | 6–2 | 2–1 |
| 3   | Deportivo Táchira | 9   | 6 | 3 | 0 | 3 | 14 | 17 | −3 | Fase final da Sul-Americana |  | 2–1 | 3–2 | —   | 7–2 |
| 4   | Always Ready      | 7   | 6 | 2 | 1 | 3 | 8  | 11 | −3 |                             |  | 2–0 | 1–2 |     | —   |

| 20 de abril   | Always Ready                  | 2 – 0     | Internacional | Estádio Hernando Siles, La Paz |
| 18:15 (UTC−4) | Saucedo 53' · Algarañaz 90+5' | Relatório |               | Árbitro: COL Nicolás Gallo     |

| 20 de abril   | Deportivo Táchira                   | 3 – 2     | Olimpia               | Polideportivo de Pueblo Nuevo, San Cristóbal |
| 18:15 (UTC−4) | Gómez 16' · Góndola 57' · Trejo 80' | Relatório | Sosa 14' · Torres 76' | Árbitro: URU Esteban Ostojich                |

| 27 de abril   | Internacional                                                     | 4 – 0     | Deportivo Táchira | Estádio Beira-Rio, Porto Alegre |
| 21:30 (UTC−3) | Cuesta 20' · Patrick 24' · Thiago Galhardo 43' · Yuri Alberto 75' | Relatório |                   | Árbitro: URU Andrés Matonte     |

| 28 de abril   | Olimpia                    | 2 – 1     | Always Ready       | Estádio Manuel Ferreira, Assunção |
| 22:00 (UTC−4) | Santa Cruz 71' · Ortiz 80' | Relatório | Polenta 64' (g.c.) | Árbitro: ARG Nicolás Lamolina     |

| 5 de maio     | Internacional                                                                                   | 6 – 1     | Olimpia               | Estádio Beira-Rio, Porto Alegre |
| 21:00 (UTC−3) | Cuesta 29' · Edenílson 52' (pen) · Thiago Galhardo 64', 71' · Yuri Alberto 77' · Caio Vidal 80' | Relatório | D. González 86' (pen) | Árbitro: ARG Facundo Tello      |

| 6 de maio     | Always Ready                     | 2 – 0     | Deportivo Táchira | Estádio Hernando Siles, La Paz |
| 18:00 (UTC−4) | Ovejero 24' · Mosquera 82' (pen) | Relatório |                   | Árbitro: URU Andrés Matonte    |

| 11 de maio    | Deportivo Táchira              | 2 – 1     | Internacional             | Polideportivo de Pueblo Nuevo, San Cristóbal |
| 18:15 (UTC−4) | Hernández 77' · Cova 86' (pen) | Relatório | Thiago Galhardo 52' (pen) | Árbitro: COL Wilmar Roldán                   |

| 13 de maio    | Always Ready | 1 – 2     | Olimpia                    | Estádio Hernando Siles, La Paz |
| 20:00 (UTC−4) | Ramallo 42'  | Relatório | González 23' · Silva 90+3' | Árbitro: ARG Darío Herrera     |

| 19 de maio    | Deportivo Táchira                                                                     | 7 – 2     | Always Ready                    | Polideportivo de Pueblo Nuevo, San Cristóbal |
| 22:00 (UTC-4) | Góndola 12', 46' · Cova 24' (pen) · Chacón 37' · Gómez 44' · Covea 61' · Angarita 74' | Relatório | Vieira 55' · Mosquera 68' (pen) | Árbitro: COL Jhon Ospina                     |

| 20 de maio    | Olimpia | 0 – 1     | Internacional    | Estádio Manuel Ferreira, Assunção |
| 20:00 (UTC−4) |         | Relatório | Yuri Alberto 83' | Árbitro: ARG Néstor Pitana        |

| 26 de maio    | Olimpia                                                                               | 6 – 2     | Deportivo Táchira        | Estádio Manuel Ferreira, Assunção |
| 18:00 (UTC−4) | Ortiz 24', 82' · Quintana 31' · D. González 56' (pen) · Pitta 69' · Varela 71' (g.c.) | Relatório | Trejo 61' · Angarita 76' | Árbitro: PER Diego Haro           |

| 26 de maio    | Internacional | 0 – 0     | Always Ready | Estádio Beira-Rio, Porto Alegre |
| 19:00 (UTC−3) |               | Relatório |              | Árbitro: ARG Patricio Loustau   |

### Grupo C
| Pos | Equipe                 | Pts | J | V | E | D | GP | GC | SG  | Classificado                |  | BAR | BOC | SAN | STR |
| --- | ---------------------- | --- | - | - | - | - | -- | -- | --- | --------------------------- |  | --- | --- | --- | --- |
| 1   | Barcelona de Guayaquil | 13  | 6 | 4 | 1 | 1 | 10 | 3  | +7  | Fase final                  |  | —   | 1–0 | 3–1 | 4–0 |
| 2   | Boca Juniors           | 10  | 6 | 3 | 1 | 2 | 6  | 2  | +4  | Fase final                  |  | 0–0 | —   | 2–0 | 3–0 |
| 3   | Santos                 | 6   | 6 | 2 | 0 | 4 | 8  | 9  | −1  | Fase final da Sul-Americana |  | 0–2 | 1–0 | —   | 5–0 |
| 4   | The Strongest          | 6   | 6 | 2 | 0 | 4 | 4  | 14 | −10 |                             |  | 2–0 | 0–1 | 2–1 | —   |

| 20 de abril   | Santos | 0 – 2     | Barcelona de Guayaquil       | Estádio Vila Belmiro, Santos |
| 19:15 (UTC−3) |        | Relatório | Garcés 53' · Pará 69' (g.c.) | Árbitro: URU Andrés Matonte  |

| 21 de abril   | The Strongest | 0 – 1     | Boca Juniors | Estádio Hernando Siles, La Paz |
| 18:00 (UTC−4) |               | Relatório | Villa 7'     | Árbitro: COL Jhon Ospina       |

| 27 de abril   | Boca Juniors          | 2 – 0     | Santos | Estádio La Bombonera, Buenos Aires |
| 21:30 (UTC−3) | Tévez 47' · Villa 69' | Relatório |        | Árbitro: VEN Jesús Valenzuela      |

| 28 de abril   | Barcelona de Guayaquil                                        | 4 – 0     | The Strongest | Estádio Monumental, Guayaquil |
| 21:00 (UTC−5) | Garcés 46' · Pineida 67' · Martínez 73' · Valverde 86' (g.c.) | Relatório |               | Árbitro: PAR Derlis López     |

| 4 de maio     | Santos                                                                                        | 5 – 0     | The Strongest | Estádio Vila Belmiro, Santos |
| 19:15 (UTC−3) | Marinho 1' · Gabriel Pirani 26' · Vinícius Balieiro 43' · Lucas Braga 59' · Kevin Malthus 83' | Relatório |               | Árbitro: CHI Cristian Garay  |

| 4 de maio     | Barcelona de Guayaquil | 1 – 0     | Boca Juniors | Estádio Monumental, Guayaquil |
| 19:30 (UTC−5) | Garcés 62'             | Relatório |              | Árbitro: COL Andrés Rojas     |

| 11 de maio    | The Strongest      | 2 – 0     | Barcelona de Guayaquil | Estádio Hernando Siles, La Paz |
| 18:15 (UTC−4) | Reinoso 45+1', 65' | Relatório |                        | Árbitro: VEN Ángel Arteaga     |

| 11 de maio    | Santos             | 1 – 0     | Boca Juniors | Estádio Vila Belmiro, Santos    |
| 19:15 (UTC−3) | Felipe Jonatan 41' | Relatório |              | Árbitro: URU Christian Ferreyra |

| 18 de maio    | The Strongest            | 2 – 1     | Santos             | Estádio Hernando Siles, La Paz |
| 18:15 (UTC−4) | Reinoso 16' · Willie 23' | Relatório | Felipe Jonatan 64' | Árbitro: PER Diego Haro        |

| 20 de maio    | Boca Juniors | 0 – 0     | Barcelona de Guayaquil | Estádio La Bombonera, Buenos Aires |
| 21:00 (UTC−3) |              | Relatório |                        | Árbitro: COL Wilmar Roldán         |

| 26 de maio    | Barcelona de Guayaquil      | 3 – 1     | Santos           | Estádio Monumental, Guayaquil |
| 19:00 (UTC−5) | Díaz 15', 54' · Montaño 77' | Relatório | Kaio Jorge 45+2' | Árbitro: COL Andrés Rojas     |

| 26 de maio    | Boca Juniors                                  | 3 – 0     | The Strongest | Estádio La Bombonera, Buenos Aires |
| 21:00 (UTC−3) | Almendra 3' · Villa 44' · Valverde 56' (g.c.) | Relatório |               | Árbitro: CHI Roberto Tobar         |

### Grupo D
| Pos | Equipe                 | Pts | J | V | E | D | GP | GC | SG | Classificado                |  | FLU | RIV | JUN | SFE |
| --- | ---------------------- | --- | - | - | - | - | -- | -- | -- | --------------------------- |  | --- | --- | --- | --- |
| 1   | Fluminense             | 11  | 6 | 3 | 2 | 1 | 10 | 7  | +3 | Fase final                  |  | —   | 1–1 | 1–2 | 2–1 |
| 2   | River Plate            | 9   | 6 | 2 | 3 | 1 | 7  | 7  | 0  | Fase final                  |  | 1–3 | —   | 2–1 | 2–1 |
| 3   | Junior de Barranquilla | 7   | 6 | 1 | 4 | 1 | 6  | 6  | 0  | Fase final da Sul-Americana |  | 1–1 | 1–1 | —   | 1–1 |
| 4   | Santa Fe               | 3   | 6 | 0 | 3 | 3 | 4  | 7  | −3 |                             |  | 1–2 | 0–0 | 0–0 | —   |

| 22 de abril   | Fluminense | 1 – 1     | River Plate       | Estádio do Maracanã, Rio de Janeiro |
| 19:00 (UTC−3) | Fred 66'   | Relatório | Montiel 13' (pen) | Árbitro: CHI Roberto Tobar          |

| 22 de abril   | Junior de Barranquilla | 1 – 1     | Santa Fe         | Estádio Metropolitano, Barranquilla |
| 21:00 (UTC−5) | Hinestroza 31'         | Relatório | Osorio 35' (pen) | Árbitro: VEN Jesús Valenzuela       |

| 28 de abril   | Santa Fe    | 1 – 2     | Fluminense   | Estádio Centenário de Armenia, Armênia |
| 19:00 (UTC−5) | Giraldo 51' | Relatório | Fred 5', 46' | Árbitro: URU Andrés Cunha              |

| 28 de abril   | River Plate                | 2 – 1     | Junior de Barranquilla | Estádio Monumental de Núñez, Buenos Aires |
| 21:00 (UTC−3) | Martínez 29' · Álvarez 55' | Relatório | Borja 90+4'            | Árbitro: PAR Juan Benítez                 |

| 6 de maio     | Junior de Barranquilla | 1 – 1     | Fluminense | Estádio Monumental, Guayaquil |
| 19:00 (UTC−5) | Borja 11' (pen)        | Relatório | Kayky 20'  | Árbitro: CHI Julio Bascuñán   |

| 6 de maio     | Santa Fe | 0 – 0     | River Plate | Estádio General Pablo Rojas, Assunção |
| 20:00 (UTC−4) |          | Relatório |             | Árbitro: VEN Alexis Herrera           |

| 12 de maio    | Junior de Barranquilla | 1 – 1     | River Plate | Estádio Romelio Martínez, Barranquilla |
| 19:00 (UTC−5) | Borja 20'              | Relatório | Díaz 90+2'  | Árbitro: URU Esteban Ostojich          |

| 12 de maio    | Fluminense                   | 2 – 1     | Santa Fe     | Estádio do Maracanã, Rio de Janeiro |
| 21:00 (UTC−3) | Fred 60' · Caio Paulista 77' | Relatório | González 58' | Árbitro: PAR Éber Aquino            |

| 18 de maio    | Fluminense    | 1 – 2     | Junior de Barranquilla   | Estádio do Maracanã, Rio de Janeiro |
| 21:30 (UTC−3) | Hernández 75' | Relatório | Valencia 35' · Cetré 50' | Árbitro: CHI Roberto Tobar          |

| 19 de maio    | River Plate              | 2 – 1     | Santa Fe   | Estádio Monumental de Núñez, Buenos Aires |
| 21:00 (UTC−3) | Angileri 3' · Álvarez 6' | Relatório | Osorio 73' | Árbitro: PER Víctor Carrillo              |

| 25 de maio    | Santa Fe | 0 – 0     | Junior de Barranquilla | Estádio Bellavista, Ambato |
| 17:15 (UTC−5) |          | Relatório |                        | Árbitro: URU Andrés Cunha  |

| 25 de maio    | River Plate | 1 – 3     | Fluminense                                       | Estádio Monumental de Núñez, Buenos Aires |
| 19:15 (UTC−3) | Girotti 85' | Relatório | Caio Paulista 22' · Nenê 29' · Yago Felipe 90+2' | Árbitro: URU Esteban Ostojich             |

### Grupo E
| Pos | Equipe           | Pts | J | V | E | D | GP | GC | SG | Classificado                |  | RAC | SPA | SCR | REN |
| --- | ---------------- | --- | - | - | - | - | -- | -- | -- | --------------------------- |  | --- | --- | --- | --- |
| 1   | Racing           | 14  | 6 | 4 | 2 | 0 | 9  | 2  | +7 | Fase final                  |  | —   | 0–0 | 2–1 | 3–0 |
| 2   | São Paulo        | 11  | 6 | 3 | 2 | 1 | 9  | 2  | +7 | Fase final                  |  | 0–1 | —   | 3–0 | 2–0 |
| 3   | Sporting Cristal | 4   | 6 | 1 | 1 | 4 | 3  | 10 | −7 | Fase final da Sul-Americana |  | 0–2 | 0–3 | —   | 2–0 |
| 4   | Rentistas        | 3   | 6 | 0 | 3 | 3 | 2  | 9  | −7 |                             |  | 1–1 | 1–1 | 0–0 | —   |

| 20 de abril   | Sporting Cristal | 0 – 3     | São Paulo                         | Estádio Nacional, Lima    |
| 19:30 (UTC−5) |                  | Relatório | Luan 17' · Benítez 60' · Eder 81' | Árbitro: URU Andrés Cunha |

| 21 de abril   | Rentistas     | 1 – 1     | Racing      | Estádio Centenario, Montevidéu |
| 21:00 (UTC−3) | Rodríguez 42' | Relatório | Cáceres 89' | Árbitro: PAR Carlos Benítez    |

| 29 de abril   | Racing                      | 2 – 1     | Sporting Cristal | Estádio El Cilindro, Avellaneda |
| 19:00 (UTC−3) | Cáceres 13' · Chancalay 83' | Relatório | Gonzáles 52'     | Árbitro: VEN Ángel Arteaga      |

| 29 de abril   | São Paulo                      | 2 – 0     | Rentistas | Estádio do Morumbi, São Paulo |
| 21:00 (UTC−3) | Pablo 38' · Reinaldo 90' (pen) | Relatório |           | Árbitro: CHI Nicolás Gamboa   |

| 5 de maio     | Racing | 0 – 0     | São Paulo | Estádio El Cilindro, Avellaneda |
| 19:00 (UTC−3) |        | Relatório |           | Árbitro: CHI Piero Maza         |

| 5 de maio     | Rentistas | 0 – 0     | Sporting Cristal | Estádio Centenario, Montevidéu |
| 21:00 (UTC−3) |           | Relatório |                  | Árbitro: COL Carlos Herrera    |

| 11 de maio    | Sporting Cristal | 0 – 2     | Racing                     | Estádio Nacional, Lima   |
| 19:30 (UTC−5) |                  | Relatório | Chancalay 74' · Piatti 76' | Árbitro: COL Jhon Ospina |

| 12 de maio    | Rentistas    | 1 – 1     | São Paulo   | Estádio Centenario, Montevidéu |
| 19:00 (UTC−3) | González 13' | Relatório | Orejuela 4' | Árbitro: VEN José Argote       |

| 18 de maio    | São Paulo | 0 – 1     | Racing      | Estádio do Morumbi, São Paulo |
| 21:30 (UTC−3) |           | Relatório | Novillo 28' | Árbitro: VEN Jesús Valenzuela |

| 19 de maio    | Sporting Cristal         | 2 – 0     | Rentistas | Estádio Nacional, Lima      |
| 17:00 (UTC−5) | Hohberg 41' · Távara 67' | Relatório |           | Árbitro: ECU Franklin Congo |

| 25 de maio    | São Paulo                                     | 3 – 0     | Sporting Cristal | Estádio do Morumbi, São Paulo |
| 21:30 (UTC−3) | Bruno Alves 25' · Rojas 68' · Vitor Bueno 70' | Relatório |                  | Árbitro: COL Wilmar Roldán    |

| 25 de maio    | Racing                  | 3 – 0     | Rentistas | Estádio El Cilindro, Avellaneda |
| 21:30 (UTC−3) | Chancalay 14', 50', 69' | Relatório |           | Árbitro: CHI Nicolás Gamboa     |

### Grupo F
| Pos | Equipe               | Pts | J | V | E | D | GP | GC | SG | Classificado                |  | ARG | UCA | CNF | ATN |
| --- | -------------------- | --- | - | - | - | - | -- | -- | -- | --------------------------- |  | --- | --- | --- | --- |
| 1   | Argentinos Juniors   | 12  | 6 | 4 | 0 | 2 | 7  | 3  | +4 | Fase final                  |  | —   | 0–1 | 2–0 | 1–0 |
| 2   | Universidad Católica | 9   | 6 | 3 | 0 | 3 | 6  | 6  | 0  | Fase final                  |  | 0–2 | —   | 3–1 | 2–0 |
| 3   | Nacional             | 8   | 6 | 2 | 2 | 2 | 8  | 9  | −1 | Fase final da Sul-Americana |  | 2–0 | 1–0 | —   | 4–4 |
| 4   | Atlético Nacional    | 5   | 6 | 1 | 2 | 3 | 6  | 9  | −3 |                             |  | 0–2 | 2–0 | 0–0 | —   |

| 20 de abril   | Argentinos Juniors       | 2 – 0     | Nacional | Estádio Diego Armando Maradona, Buenos Aires |
| 19:15 (UTC−3) | Ávalos 25' · Herrera 88' | Relatório |          | Árbitro: PER Víctor Carrillo                 |

| 22 de abril   | Atlético Nacional       | 2 – 0     | Universidad Católica | Estádio Hernán Ramírez Villegas, Pereira |
| 19:00 (UTC–5) | Andrade 39' · Duque 45' | Relatório |                      | Árbitro: VEN Alexis Herrera              |

| 28 de abril   | Nacional                                  | 4 – 4     | Atlético Nacional                                     | Estádio Gran Parque Central, Montevidéu |
| 19:00 (UTC−3) | Bergessio 12', 51', 64' · Fernández 45+4' | Relatório | Barrera 8', 85' · Andrade 45+2' · Orihuela 74' (g.c.) | Árbitro: ECU Augusto Aragón             |

| 29 de abril   | Universidad Católica | 0 – 2     | Argentinos Juniors         | Estádio San Carlos de Apoquindo, Santiago |
| 18:00 (UTC−4) |                      | Relatório | Florentín 23' · Hauche 51' | Árbitro: BOL Gery Vargas                  |

| 5 de maio     | Universidad Católica                             | 3 – 1     | Nacional        | Estádio San Carlos de Apoquindo, Santiago |
| 22:00 (UTC−4) | Zampedri 30' (pen) · Valencia 59' · Montes 90+3' | Relatório | Fernández 45+1' | Árbitro: BRA Anderson Daronco             |

| 6 de maio     | Atlético Nacional | 0 – 2     | Argentinos Juniors | Estádio Manuel Ferreira, Assunção |
| 18:00 (UTC–4) |                   | Relatório | Ávalos 18', 80'    | Árbitro: VEN Jesús Valenzuela     |

| 12 de maio    | Argentinos Juniors | 0 – 1     | Universidad Católica | Estádio Diego Armando Maradona, Buenos Aires |
| 19:00 (UTC−3) |                    | Relatório | Zampedri 74'         | Árbitro: BRA Wilton Sampaio                  |

| 12 de maio    | Atlético Nacional | 0 – 0     | Nacional | Estádio Hernán Ramírez Villegas, Pereira |
| 22:00 (UTC–5) |                   | Relatório |          | Árbitro: PER Diego Haro                  |

| 18 de maio    | Nacional   | 1 – 0     | Universidad Católica | Estádio Gran Parque Central, Montevidéu |
| 19:15 (UTC−3) | Ocampo 29' | Relatório |                      | Árbitro: BRA Raphael Claus              |

| 20 de maio    | Argentinos Juniors | 1 – 0     | Atlético Nacional | Estádio Diego Armando Maradona, Buenos Aires |
| 19:00 (UTC−3) | Herrera 90'        | Relatório |                   | Árbitro: BRA Bruno Arleu                     |

| 26 de maio    | Universidad Católica   | 2 – 0     | Atlético Nacional | Estádio San Carlos de Apoquindo, Santiago |
| 22:00 (UTC−4) | Aued 9' · Valencia 79' | Relatório |                   | Árbitro: BRA Wilton Sampaio               |

| 26 de maio    | Nacional                   | 2 – 0     | Argentinos Juniors | Estádio Gran Parque Central, Montevidéu |
| 23:00 (UTC−3) | Bergessio 73' · Ocampo 84' | Relatório |                    | Árbitro: PAR Éber Aquino                |

### Grupo G
| Pos | Equipe          | Pts | J | V | E | D | GP | GC | SG | Classificado                |  | FLA | VEL | LDU | ULC |
| --- | --------------- | --- | - | - | - | - | -- | -- | -- | --------------------------- |  | --- | --- | --- | --- |
| 1   | Flamengo        | 12  | 6 | 3 | 3 | 0 | 14 | 9  | +5 | Fase final                  |  | —   | 0–0 | 2–2 | 4–1 |
| 2   | Vélez Sarsfield | 10  | 6 | 3 | 1 | 2 | 10 | 8  | +2 | Fase final                  |  | 2–3 | —   | 3–1 | 2–1 |
| 3   | LDU Quito       | 8   | 6 | 2 | 2 | 2 | 15 | 13 | +2 | Fase final da Sul-Americana |  | 2–3 | 3–1 | —   | 5–2 |
| 4   | Unión La Calera | 2   | 6 | 0 | 2 | 4 | 8  | 17 | −9 |                             |  | 2–2 | 0–2 | 2–2 | —   |

| 20 de abril   | Vélez Sarsfield | 2 – 3     | Flamengo                                              | Estádio José Amalfitani, Buenos Aires |
| 21:30 (UTC−3) | Janson 21', 54' | Relatório | Willian Arão 43' · Gabriel 62' (pen) · Arrascaeta 80' | Árbitro: COL Wilmar Roldán            |

| 21 de abril   | Unión La Calera     | 2 – 2     | LDU Quito     | Estádio Nicolás Chahuán Nazar, La Calera |
| 22:00 (UTC−4) | A. Vilches 18', 70' | Relatório | Arce 51', 83' | Árbitro: BOL Gery Vargas                 |

| 27 de abril   | LDU Quito                            | 3 – 1     | Vélez Sarsfield | Estádio Casa Blanca, Quito |
| 17:15 (UTC−5) | Martínez Borja 28', 53' · Zunino 64' | Relatório | Galdames 42'    | Árbitro: PER Diego Haro    |

| 27 de abril   | Flamengo                                      | 4 – 1     | Unión La Calera | Estádio do Maracanã, Rio de Janeiro |
| 19:15 (UTC−3) | Gabriel 31', 79' · Arrascaeta 34' · Pedro 85' | Relatório | Sáez 57'        | Árbitro: VEN José Argote            |

| 4 de maio     | Unión La Calera | 0 – 2     | Vélez Sarsfield             | Estádio Nicolás Chahuán Nazar, La Calera |
| 18:15 (UTC−4) |                 | Relatório | Bouzat 38' · Orellano 90+5' | Árbitro: PER Kevin Ortega                |

| 4 de maio     | LDU Quito                         | 2 – 3     | Flamengo                                   | Estádio Casa Blanca, Quito    |
| 19:30 (UTC−5) | Martínez Borja 50' · Amarilla 61' | Relatório | Gabriel 3', 85' (pen) · Bruno Henrique 30' | Árbitro: URU Esteban Ostojich |

| 11 de maio    | Unión La Calera                       | 2 – 2     | Flamengo                             | Estádio Nicolás Chahuán Nazar, La Calera |
| 20:30 (UTC−4) | Martínez 8' · Willian Arão 27' (g.c.) | Relatório | Gabriel 31' (pen) · Willian Arão 77' | Árbitro: COL Andrés Rojas                |

| 13 de maio    | Vélez Sarsfield                           | 3 – 1     | LDU Quito  | Estádio José Amalfitani, Buenos Aires |
| 19:00 (UTC−3) | Almada 45' · Janson 69' · Mancuello 90+3' | Relatório | Zunino 78' | Árbitro: URU Andrés Matonte           |

| 19 de maio    | Vélez Sarsfield           | 2 – 1     | Unión La Calera | Estádio José Amalfitani, Buenos Aires |
| 19:00 (UTC−3) | Tarragona 2' · Almada 39' | Relatório | Vargas 5'       | Árbitro: PAR Derlis López             |

| 19 de maio    | Flamengo                         | 2 – 2     | LDU Quito              | Estádio do Maracanã, Rio de Janeiro |
| 21:00 (UTC−3) | Pedro 32' · Gustavo Henrique 88' | Relatório | Guerra 35' · Julio 60' | Árbitro: VEN Alexis Herrera         |

| 27 de maio    | LDU Quito                                                | 5 – 2     | Unión La Calera | Estádio Casa Blanca, Quito   |
| 19:00 (UTC−5) | Fernández 15' (g.c.) · Amarilla 28', 33' · Arce 58', 60' | Relatório | Sáez 54', 90+2' | Árbitro: COL Carlos Betancur |

| 27 de maio    | Flamengo | 0 – 0     | Vélez Sarsfield | Estádio do Maracanã, Rio de Janeiro |
| 21:00 (UTC−3) |          | Relatório |                 | Árbitro: URU Leodán González        |

### Grupo H
| Pos | Equipe              | Pts | J | V | E | D | GP | GC | SG  | Classificado                |  | ATM | CPO | AMC | DLG |
| --- | ------------------- | --- | - | - | - | - | -- | -- | --- | --------------------------- |  | --- | --- | --- | --- |
| 1   | Atlético Mineiro    | 16  | 6 | 5 | 1 | 0 | 15 | 3  | +12 | Fase final                  |  | —   | 4–0 | 2–1 | 4–0 |
| 2   | Cerro Porteño       | 10  | 6 | 3 | 1 | 2 | 4  | 5  | −1  | Fase final                  |  | 0–1 | —   | 1–0 | 0–0 |
| 3   | América de Cali     | 4   | 6 | 1 | 1 | 4 | 5  | 9  | −4  | Fase final da Sul-Americana |  | 1–3 | 0–2 | —   | 3–1 |
| 4   | Deportivo La Guaira | 3   | 6 | 0 | 3 | 3 | 2  | 9  | −7  |                             |  | 1–1 | 0–1 | 0–0 | —   |

| 21 de abril   | Deportivo La Guaira | 1 – 1     | Atlético Mineiro | Estádio Olímpico da UCV, Caracas |
| 18:00 (UTC−4) | Martínez 20'        | Relatório | Zaracho 65'      | Árbitro: ARG Facundo Tello       |

| 21 de abril   | América de Cali | 0 – 2     | Cerro Porteño             | Estádio Alfonso López, Bucaramanga |
| 21:00 (UTC−5) |                 | Relatório | Morales 29' · Cardozo 90' | Árbitro: ARG Fernando Echenique    |

| 27 de abril   | Atlético Mineiro    | 2 – 1     | América de Cali | Estádio Mineirão, Belo Horizonte |
| 19:15 (UTC−3) | Hulk 59' (pen), 63' | Relatório | Sánchez 77'     | Árbitro: URU Daniel Fedorczuk    |

| 28 de abril   | Cerro Porteño | 0 – 0     | Deportivo La Guaira | Estádio General Pablo Rojas, Assunção |
| 18:00 (UTC−4) |               | Relatório |                     | Árbitro: ARG Darío Herrera            |

| 4 de maio     | Atlético Mineiro                             | 4 – 0     | Cerro Porteño | Estádio Mineirão, Belo Horizonte |
| 19:15 (UTC−3) | Hulk 9', 45+1' · Savarino 73' · Vargas 90+2' | Relatório |               | Árbitro: ARG Néstor Pitana       |

| 6 de maio     | Deportivo La Guaira | 0 – 0     | América de Cali | Estádio Olímpico da UCV, Caracas |
| 22:00 (UTC−4) |                     | Relatório |                 | Árbitro: ARG Andrés Merlos       |

| 12 de maio    | Deportivo La Guaira | 0 – 1     | Cerro Porteño    | Estádio Olímpico da UCV, Caracas |
| 20:00 (UTC−4) |                     | Relatório | Aquino 28' (pen) | Árbitro: ARG Facundo Tello       |

| 13 de maio    | América de Cali | 1 – 3     | Atlético Mineiro                              | Estádio Romelio Martínez, Barranquilla |
| 19:00 (UTC−5) | Moreno 24'      | Relatório | Hulk 21' · Guilherme Arana 54' · Vargas 90+7' | Árbitro: URU Andrés Cunha              |

| 19 de maio    | Cerro Porteño | 0 – 1     | Atlético Mineiro | Estádio General Pablo Rojas, Assunção |
| 20:00 (UTC−4) |               | Relatório | Keno 90+2'       | Árbitro: URU Esteban Ostojich         |

| 19 de maio    | América de Cali                   | 3 – 1     | Deportivo La Guaira | Estádio Ramón Aguilera, Santa Cruz |
| 22:00 (UTC−4) | Ramos 21' (pen), 72' · Moreno 55' | Relatório | Ortiz 30'           | Árbitro: ARG Darío Herrera         |

| 25 de maio    | Cerro Porteño | 1 – 0     | América de Cali | Estádio General Pablo Rojas, Assunção |
| 20:30 (UTC−4) | Giménez 5'    | Relatório |                 | Árbitro: ARG Néstor Pitana            |

| 25 de maio    | Atlético Mineiro                                     | 4 – 0     | Deportivo La Guaira | Estádio Mineirão, Belo Horizonte |
| 21:30 (UTC−3) | Savarino 28' · Marrony 44' · Hulk 50' · Nathan 90+4' | Relatório |                     | Árbitro: ARG Nicolás Lamolina    |